# Słowiczyn
 Słowiczyn – część miasta Siemiatycze w powiecie siemiatyckim w województwie 
 podlaskim położona w jego północno-wschodniej części. Rozpościera się wzdłuż ulicy Słowiczej.
Do 1954 roku oraz w latach 1973–1987 roku należał do gminy Siemiatycze w  powiecie bielskim w województwie białostockim. 16 października 1933 utworzył gromadę w gminie Siemiatycze. W latach 1954–1972 należał do gromady Baciki Średnie.
1 lipca 1987 Słowiczyn włączono do Siemiatycz (165,64 ha).